# 趙彥能
趙彥真（1142年—1196年），原名彥能，字從簡，宋朝宗室。
魏王趙廷美七世孫。隆興元年（1163年）進士，調撫州錄事參軍。淳熙十四年（1187年）知吳縣。任滿後，改通判袁州。慶元二年知興化軍，未赴任而卒，得年五十四歲。